# Serapio Rendón
Serapio Rendón Alcocer (Ciudad del Carmen, Campeche; 3 de septiembre de 1867-Ciudad de México, 22 de agosto de 1913) fue un abogado y político mexicano asesinado arteramente por su oposición al gobierno usurpador de Victoriano Huerta. Como diputado, denunció valientemente el golpe de Estado y las atrocidades perpetradas por las fuerzas del huertismo en contra del gobierno legítimo del presidente Francisco I Madero. 
Huerta y sus secuaces depusieron y asesinaron durante la denominada Decena Trágica, en los aciagos días del mes de febrero de 1913 al presidente Madero, a su hermano Gustavo A. Madero y al vicepresidente José María Pino Suárez, lo cual marcó un hito importante del proceso de la Revolución mexicana. Después de ello se consumarían más crímenes y asesinatos entre la clase política mexicana ordenados desde lo más alto el poder público, entre los que se cuenta el del diputado Serapio Rendón y un poco más tarde el del senador Belisario Domínguez.

## Datos biográficos

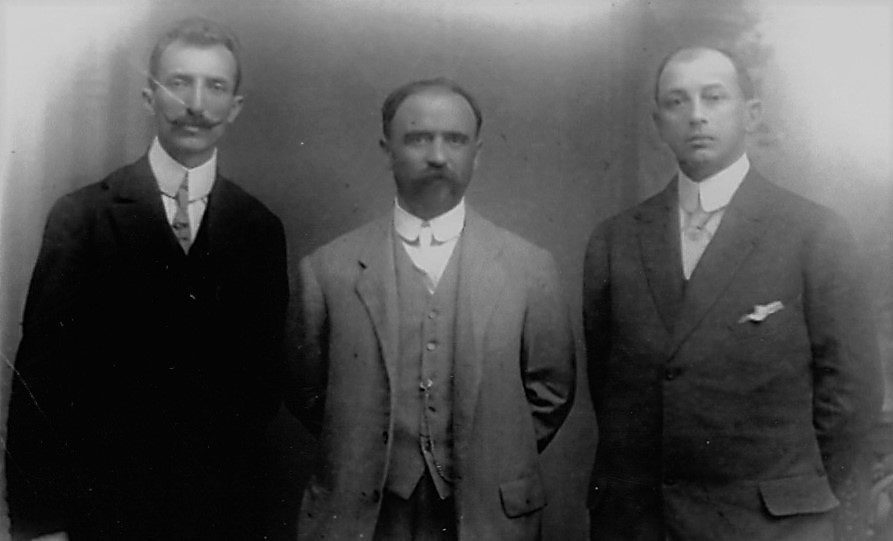
Fotografía de una de archivo de la familia Rendón (doña Eugenia Rendón Orendáin) ca. 1912. Izquierda a derecha: José María Pino Suárez; Francisco I Madero; Serapio Rendón

Serapio Rendón, cuya familia era originaria de Mérida, Yucatán, residía temporalmente en Ciudad del Carmen, Campeche, por el ambiente de confrontación social que imperó en la península de Yucatán durante la guerra de Castas, nació en esa localidad insular (Isla del Carmen) ubicada en el litoral del Golfo de México. Años después del nacimiento de Serapio la familia Rendón Alcocer se restableció en Mérida a fin de que los siete hijos varones pudieran estudiar sus respectivas carreras profesionales. Serapio y su hermano mayor, Pedro, estudiaron en la Facultad de Jurisprudencia de la capital yucateca de la que Serapio se graduó el año de 1889.
Ejerció su profesión en la ciudad de Mérida. Debido a su talento en la oratoria y como destacado tribuno en el ejercicio de su profesión, fue ganando notoriedad en la sociedad yucateca. Alcanzó fama pública por sus discursos en apoyo a los pensadores liberales de la época.
Escribió algunas obras literarias bajo el seudónimo de León Roch. Opositor al gobierno del general Porfirio Díaz, fue un hombre vinculado estrechamente a José María Pino Suárez cuyo ascenso al poder público de México acompañando a Francisco I Madero, encauzó la carrera política de Rendón.
Una vez que Francisco Madero llegó al poder en 1911 y dada la amistad fraguada por sus visiones políticas compartidas tanto con José María Pino Suárez, como con el propio presidente Madero, fue elegido diputado federal por Yucatán para la XXVI Legislatura. Al llegar a la Ciudad de México, se incorporó a las filas del Partido Constitucional Progresista, cuyos miembros compartían su convicción antirreeleccionista.
Consumado el golpe de Estado por el usurpador Huerta y cometidas las atrocidades de la Decena Trágica, Rendón arremetió contra el régimen espurio desde diversos frentes, particularmente desde la tribuna cameral antes de que esta fuera definitivamente disuelta. Estas denuncias políticas dieron motivo para que Serapio Rendón fuera asesinado el 22 de agosto de 1913 en la Ciudad de México por órdenes de Victoriano Huerta, dadas a sus ministros de Gobernación y de Guerra, Aureliano Urrutia y Aureliano Blanquet, respectivamente, autores intelectuales del crimen que quedó impune.
Se sabe con precisión que Victoriano Huerta, quien conocía a Rendón solamente por su apoyo a la causa revolucionaria y cercanía con Madero, comisionó a su secretario de guerra, Aureliano Blanquet, para que lo convenciera de unirse al gobierno intentando debilitar al grupo opositor, que en caso de que Rendón hubiera aceptado, sería liderado únicamente por Belisario Domínguez desde la tribuna del Senado; pero Serapio Rendón no aceptó. En su lugar hizo un fuerte reclamo a Blanquet por el asesinato de Madero y su amigo Pino Suárez, calificando al gobierno de Huerta como "Un gobierno de militares golpistas y usurpadores que no conocían más honor que el de las armas, traidores a la patria y a la causa revolucionaria".
Al oír su respuesta, Aurelio Blanquet alertó a Victoriano Huerta sobre la peligrosidad de los discursos de Rendón, que estaban inflamando ánimos en contra del nuevo gobierno; por ello Huerta ordenó que Serapio Rendón Alcocer fuera asesinado. El 22 de agosto de 1913, fue detenido por militares, quienes lo trasladaron a la cárcel de Tlalnepantla, ahí y después de abofetear a un soldado que se burló de la muerte de Madero, fue encerrado. Rendón sabía que correría el mismo destino que su amigo Pino Suárez, por lo que solicitó permiso para escribir una carta para despedirse de su familia, misma que estaba redactando cuando fue asesinado por la espalda, con dos tiros en la nuca. Los diarios no le dieron mayor importancia a la noticia de la muerte de Rendón y en su lugar se le dio más importancia a la visita a México del príncipe Adalberto de Prusia y su esposa la princesa Adelaida, quienes asistieron a un banquete gala que se sirvió en su honor  en el Palacio Nacional, en el cual estuvieron presentes el presidente espurio Victoriano Huerta, con su esposa Emilia Águila, y el ministro de Guerra, general Aureliano Blanquet. Pasaría un año, hasta agosto de 1914, cuando los revolucionarios triunfantes encontraron sus restos en una fosa común.

## Vida personal
En 1892, Rendón se casó con María del Pilar Ponce Cámara, hija de José María Ponce Solís y Manuela Cámara Luján. Ponce Solís fue un hacendado henequenero  y empresario muy exitoso que incursionó en varias industrias antes de fundar la célebre Cervecería Yucateca, misma que permaneció en manos de la familia Ponce hasta el año de 1979  en que sus nietos la vendieron a Grupo Modelo. Por otra parte, Manuela Cámara Luján era miembro de la familia Cámara, una conocida dinastía de propietarios de haciendas del Mayab que había llegado a la península de Yucatán desde los primeros momentos de la época colonial en el siglo XVI.
Serapio y María del Pilar tuvieron 5 hijos:
- Víctor Rendón Ponce
- Pilar Rendón Ponce
- Catalina Rendón Ponce
- José Rendón Ponce
- Julio Rendón Ponce

María del Pilar Ponce Cámara era prima hermana de la familia Cámara Vales que fueron muy cercanos a Serapio Rendón, particularmente: Nicolás, Alfredo, y María (esposa de Pino Suárez).
Dice José Luis Sierra Villarreal autor del libro Serapio Rendón, dos veces mártir en sus Confesiones de autor: 

Cuando terminé mis investigaciones sobre el asesinato del diputado yucateco Serapio Rendón Alcocer (que me llevaron casi año y medio) me sentí inclinado a escribir un libro en que se pudiera compartir el protagonismo de Serapio y de su esposa Pilar Ponce Cámara. Doña Pilar, mujer ejemplar, que vivió hasta los 94 años, además de recibir encima la tarea de crecer a sus cinco hijos (el mayor, Víctor, de 19 años, estudiaba derecho, en la UNAM, cuando desapareció su papá) se impuso el reto de indagar sobre el asesinato de su esposo, exhibir a los culpables, sin importarle que eran el propio ministro de Guerra, Aureliano Blanquet, y el ministro de Gobernación, el doctor en medicina Aureliano Urrutia) y llevarlos a juicio. En septiembre de 1913, un mes después de la desaparición por el asesinato de Serapio Rendón, su esposa se presentó en la Cámara de Diputados para exigir que se entablara un juicio político contra los dos poderosos ministros huertistas (Aureliano Urrutia renunció al cargo poco más adelante huyendo a los Estados Unidos). Reclamo que ratificó el 5 de octubre de 1913, dos días antes de que secuestraran y asesinaran también al senador chiapaneco Belisario Domínguez, hecho nefando perpetrado por los mismos personajes: Victoriano Huerta y Blanquet.

Huerta huyó de la capital mexicana en agosto de 1914. Carranza, al frente del ejército constitucionalista, entró en la Ciudad de México el 20 de agosto del mismo año. Un día después de su arribo, recibió en Palacio Nacional a la familia de Serapio Rendón, encabezada por doña Pilar, viuda de Rendón, ya que el 22 se cumplía un año de su desaparición/asesinato. Carranza se comprometió a no descansar hasta dar con los responsables del delito y llevarlos a juicio. Doña Pilar, le dijo a Carranza que no sería necesario investigar mucho más, entregándole el expediente con los datos pormenorizados de los asesinos intelectuales, los ejecutantes materiales del secuestro, del asesinato y del entierro clandestino del cuerpo, señalando incluso la localización de la fosa común, en el cementerio de Tlalnepantla. Dos días después, se abrió el juicio contra todos los implicados, verazmente señalados en los informes de doña Pilar... Por más de 40 años, doña Pilar y sus hijos persiguieron a los culpables. En lo particular el doctor Urrutia, avecindado en San Antonio, Texas, donde ejerció su profesión de médico,  murió a los 104 años de edad y nunca pudo regresar a México, temeroso como vivió por muchos años, de ser apresado y recluido en prisión de por vida.....